# Campylocheta ancisa
Campylocheta ancisa là một loài ruồi trong họ Tachinidae.